# Elaphoglossum austromarquesense
Elaphoglossum austromarquesense là một loài dương xỉ trong họ Dryopteridaceae. Loài này được Rouhan & Lorence mô tả khoa học đầu tiên năm 2008.
Danh pháp khoa học của loài này chưa được làm sáng tỏ. 